# Lucio Emilio Paulo (cónsul 50 a. C.)
Lucio Emilio Paulo  fue un político romano del siglo I a. C. partidario de Julio César y conocido por haber sido incluido en las proscripciones triunvirales por su propio hermano Lépido.

## Familia
Paulo fue miembro de los Emilios Lépidos, una rama familiar patricia de la gens Emilia. Su padre, Marco Emilio Lépido, fue cónsul en el año 78 a. C. y su madre, Apuleya, era hija de Lucio Apuleyo Saturnino, un tribuno de la plebe asesinado en el año 100 a. C. Entre sus hermanos se encontraban el triunviro Lépido y Emilia Lépida, la esposa de Metelo Escipión.
Se desconoce el nombre de su esposa, pero fue padre de Paulo Emilio Lépido, colaborador de Augusto, que llegó a ser censor en el año 22 a. C.
Su cognomen ha llevado a suponer que era adoptado, pero Wilhelm Drumann demostró que era hermano biológico del triunviro y probablemente recibió los nombres de Lucius y Paullus en honor al famoso Lucio Emilio Paulo Macedónico, vencedor de Pidna, que murió sin dejar descendencia masculina.

## Carrera política antes del consulado
Paulo no siguió el ejemplo paterno y empezó su carrera con el apoyo del partido aristocrático. Su primer acto público fue en 63 a. C. al apoyar a Cicerón durante la conspiración de Catilina, en un momento en que todo el mundo creía en la inocencia de este. 
Sirvió de cuestor en 59 a. C. en Macedonia, bajo el mando de Cayo Octavio, donde fue acusado por Lucio Vetio de conspirar contra la vida de Pompeyo, acusación que no prosperó. Se le menciona en 57 a. C. entre los que pidieron el regreso de Cicerón de su destierro. 
Edil en 55 a. C., restauró una antigua basílica en el centro del foro, originalmente construida por los censores Marco Emilio Lépido y Marco Fulvio Nobilior en 179 a. C. Como Marco Fulvio parece haber financiado la mayor parte de su construcción, se la conocía por lo general la basílica Fulvia. a veces basílica Emilia y Fulvia, Sin embargo, después de la restauración efectuada por Emilio Paulo, fue llamada siempre la basílica Emilia. Emilio Lépido empezó además otra más grande y lujosa, también llamada en un principio basílica Emilia. Becker identifica que el nuevo edificio que comenzó Paulo fue el mismo que después se llamó basílica Julia, en particular por el hecho de que Paulo expresamente dice que recibió dinero de César para la construcción de una de estas basílicas.
Fue elegido pretor en 53 a. C., pero no asumió el cargo hasta julio como consecuencia de los disturbios en Roma, lo que impidió que las elecciones tuvieran lugar hasta ese mes.

## Consulado
Cónsul en 50 a. C., junto con Cayo Claudio Marcelo, uno de los principales enemigos de Julio César. Durante su consulado, César le sobornó a fin de obtener su lealtad por la suma de 1.500 talentos. Paulo empleó parte de este dinero para reconstruir la Basílica Emilia. Al aceptar este soborno perdió la confianza de todas las partes y no participó en la guerra civil entre César y Pompeyo.

## Proscrito
Tras la muerte del dictator, Paulo se decantó por el partido senatorial, y fue uno de los que declararon a su hermano Lépido como enemigo público el 30 de junio de 43 a. C. por haberse unido a Marco Antonio, y cuando en otoño se formó el triunvirato, su nombre fue incluido entre los proscritos; los mismos soldados enviados a matarlo le permitieron huir, seguramente con la complaciencia de su hermano. Acabó uniéndose a Bruto y Casio, aunque después de Filipos, obtuvo el perdón de los triunviros, pero no quiso volver a Roma y decidió retirarse a Mileto.
Ya no vuelve a ser mencionado y probablemente murió no mucho después. 